# Geschichte der Stadt Minden

Wappen der Stadt Minden

Die Geschichte der Stadt Minden beschreibt die geschichtliche Entwicklung der ostwestfälischen Stadt Minden in Nordrhein-Westfalen, die zu Beginn ein Handelsplatz an einer Furt der Weser war. Sie entwickelte sich im Mittelalter zu einer Handels- und Bischofsstadt, erhielt in preußischer Zeit eine Festung und wurde schließlich Kreisstadt des Kreises Minden-Lübbecke.

## Lage der Stadt
Minden entstand an der Stelle der Mittelgebirgsschwelle, wo die Weser die Porta Westfalica (Westfälische Pforte) durchbricht und in die Norddeutsche Tiefebene fließt. Hier entstand eine Furt, die als einzige Stelle bis zum rund 100 km entfernten Bremen die Überquerung des Flusses ermöglichte. Mehrere Handelswege kreuzten an dieser Stelle den Fluss und begünstigten so den Beginn einer Besiedelung. Bekannte alte Wege durch oder in der Nähe von Minden sind der Bremer Weg, der Westfälische Hellweg, der Hellweg unter dem Berg sowie der Hellweg vor dem Santforde. Bereits Mitte des 13. Jahrhunderts gab es auch eine Brücke über die Weser.

## Von den Anfängen bis zum Mittelalter

### Ur- und Frühgeschichte
Der Fundplatz Hasenkamp in Minden-Dankersen ist ein bekannter archäologischer Fundplatz aus dem frühesten Neolithikum. Er ist zugleich eine abgelegene Pioniersiedlung dieser frühbäuerlichen Kultur, der Linearbandkeramik. Diese Kultur erreichte Westfalen zwischen 5300 und 5250 v. Chr.
Minden ist vermutlich schon seit dem 3. Jahrhundert besiedelt. Darauf lassen Siedlungsfunde an mehreren Stellen des gegenwärtigen Stadtgebietes schließen.

### Mittelalter

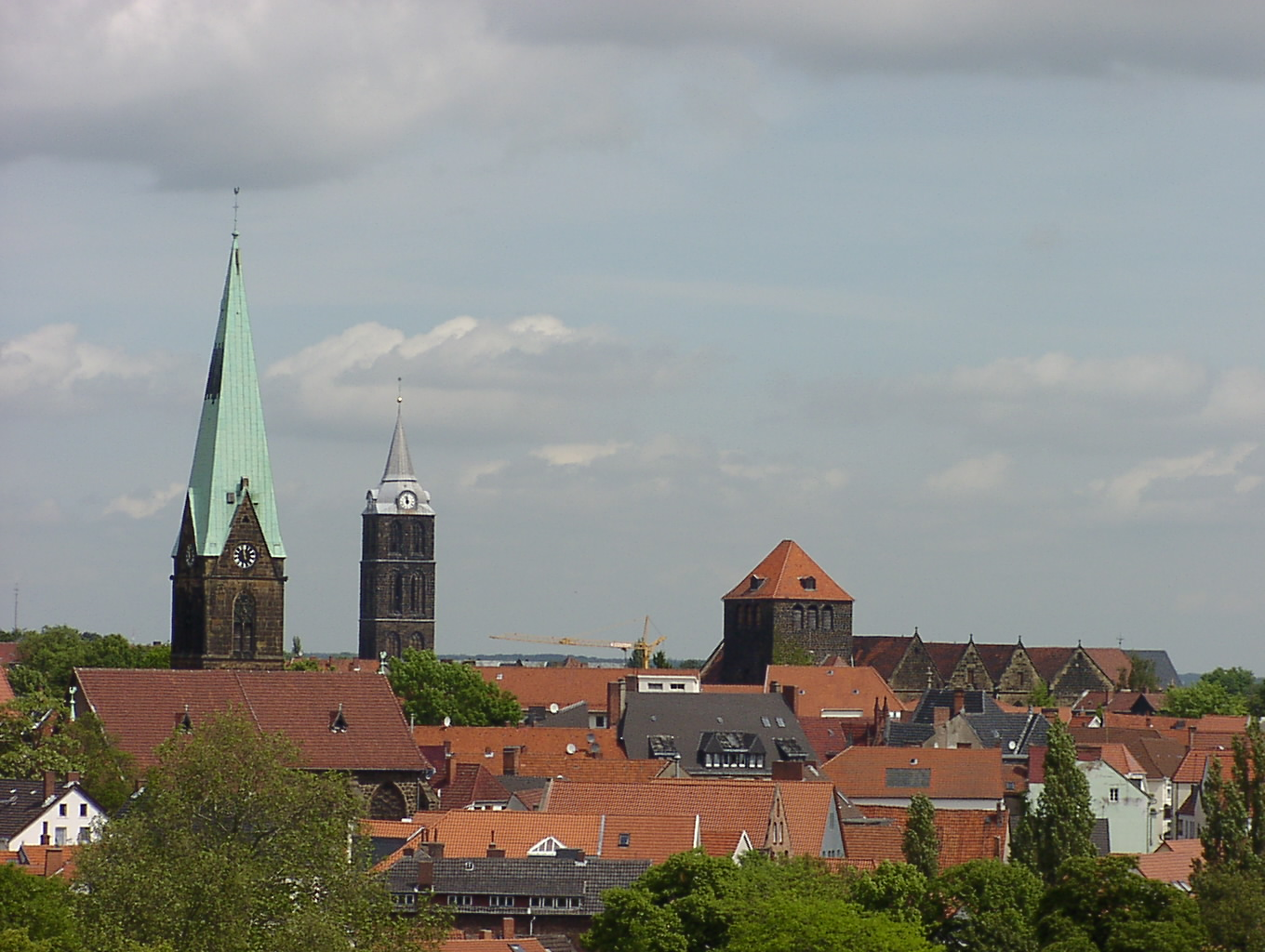
Blick auf St. Marien (Mitte), St. Simeonis (links), St. Martini (rechts)

Erstmals urkundlich erwähnt wurde Minden im Jahre 798 in den so genannten Reichsannalen, einer fränkischen Chronik, als Karl der Große eine Reichsversammlung in „Minda“ abhielt. Um 800 gründete Karl der Große in Minden ein Bistum; erster Bischof wurde von 803 bis 813 Erkanbert von Minden († 7. Juni 830 in Minden). Im Dezember 852 hielt Ludwig der Deutsche einen Hoftag in Minden. Im Jahr 977 wurden der Stadt das Marktrecht, das Münzrecht und das Zollrecht verliehen. 1003 besuchte Heinrich II. Minden. 1042 wurde auf einer Insel in der Weserniederung zur Sicherung der Furt über die Weser das Benediktinerkloster Sankt Mauritius gegründet.
Am 19. Mai 1062 brach während eines Besuches König Heinrichs IV. zu Pfingsten bei einem Streit zwischen dem königlichen Gefolge und den Bürgern ein Feuer aus, das den Mindener Dom und die Stadt zerstörte. Es war bereits das zweite Mal (nach 947), dass die Kernsiedlung um den Dom durch Feuer zerstört wurde. Der Dom und die Domfreiheit wurden zum zweiten Mal wieder aufgebaut und 1071 geweiht. Teile des zweiten Doms sind heute noch im Westwerk erhalten. Am 1. Februar 1168 heiratete Heinrich der Löwe nach der Scheidung von seiner ersten Frau im Mindener Dom Mathilde, die zwölfjährige Tochter des englischen Königs Heinrich II. und Schwester von Richard Löwenherz.
Bis zum Beginn des 13. Jahrhunderts war der vom Bischof eingesetzte Wichgraf Oberhaupt und Verwaltungsleiter der Stadt. Um 1230 konnten sich die Mindener Bürger und ihr Rat vom kirchlichen Landesherren, dem Bischof, lösen und erhielten die Stadtrechte. Diese neuen Rechte nutzten sie und begannen einen von der Kirche unabhängigen Handel. Der Gewinn daraus war eine der Grundlagen für die weitere Entwicklung der Stadt. Im Mittelalter war Minden Mitglied der Hanse.
Um 1235 wurde am Marktplatz der Stadt Minden das Spital zum heiligen Geiste gegründet, in dem alte und arme Bewohner der Stadt untergebracht und versorgt wurden. In der Oberstadt entstand das Dominikanerkloster St. Pauli.
Die regionale Bedeutung Mindens zu dieser Zeit zeigt sich in der Übernahme des Mindener Stadtrechts bei der Gründung mehrerer Städte in der Region, beispielsweise bei der Stadterhebung von Lübbecke 1279.
Das gestiegene Selbstbewusstsein der Mindener Bürger wurde auch im Bau des historischen Rathauses deutlich, das wahrscheinlich um 1260 direkt neben der Domimmunität errichtet worden war. Im Jahr 1306/07 zog es der damalige Mindener Bischof Gottfried von Waldeck deshalb vor, seine Residenz von Minden in das Schloss Petershagen zu verlegen.
Im Spätmittelalter wurde Minden fünfmal von großen Stadtbränden heimgesucht, die die Entwicklung der Stadt entscheidend beeinflussten.

### Rat und Bürgermeister
Die Ratsherren vertraten die Interessen der Mindener Bürgerschaft gegenüber ihrem Stadtherren, dem Bischof des Bistums Minden. Bis zum Jahr 1301 bestimmte der Bischof, wer Mitglied des Rates werden sollte.
Ohne die Zustimmung des Bischofs von Minden verfassten am 6. Januar 1301 die elf Ratsherren eine Urkunde, die für die Zukunft das Wahlprozedere und die Wähler des Rates der Stadt festlegen sollte. Die Wahl erfolgte in drei Wahlstufen, wobei die Zahl der Wähler von Stufe zu Stufe immer weiter eingeschränkt wurde. Zunächst wählten die herausragenden Vertreter der Gilden der Kaufleute, Bäcker, Fleischer und Schuhmacher aus ihrer Mitte 40 geeignete Personen. Diese wählten jährlich aus ihrer Mitte zwölf Personen als neue Ratsherren. Diese zwölf Personen waren die eigentlichen Wähler des Rates. Nachdem der Kreis der Wahlberechtigten so deutlich eingeschränkt worden war, erstaunt die Tatsache, dass jede Person, die das Bürgerrecht der Stadt Minden besaß, zum Ratsherren gewählt werden konnte.
Seit 1360 sah die Ratswahlordnung vor, dass Handwerker, die in den Rat gewählt worden sind, ihr Handwerk aufgeben und für 20 Goldgulden Mitglied der Kaufmannsgilde werden mussten. Diese Vorschrift sollte die Macht der Kaufleute im Rat der Stadt zementieren.
Das Amt des Bürgermeisters wird zum ersten Mal im Jahr 1303 erwähnt, der Bürgermeister war damals als Erster unter Gleichen der Sprecher des Rates. Im Jahr 1396 stiftete Bürgermeister Heinrich Gieseler aus seinem Privatvermögen ein Spital, in dem vor allem Durchreisende, aber auch alte und kranke Menschen versorgt wurden.
Im Jahr 1405 entzündete sich am Verfahren der Ratswahl der schwerste Verfassungskonflikt in der Geschichte der Stadt Minden, die sogenannte „Mindener Schicht“. In der Mindener Ratswahlordnung von 1301 war nur bestimmten Gruppen der Mindener Bürgerschaft das Wahlrecht zum Rat der Stadt eingeräumt worden. Nur die Vertreter der Kaufleute, Fleischer, Schuhmacher und Bäcker durften sich an der Ratswahl beteiligen, den Vertretern der kleineren Berufsgruppen der Krämer, Kürschner, Wollweber, Schmiede, Schröder, Höker und den Bürgern der Vorstädte blieb dieses Recht verwehrt. Einige Ratsherren, die sich gegen das in der Ratswahlordnung festgelegte Wahlrecht aussprachen, wurden 1405 mit ihren Familien aus der Stadt vertrieben. Die verbliebenen Ratsherren wandten sich am 14. August 1405 an den Rat der Stadt Dortmund, der zu dieser Zeit für Minden Appellationsinstanz in allen rechtlichen Fragen war. In dem Brief wurde deutlich, dass die Mindener Kaufleute ihre Kompetenzen offenbar überschritten hatten und die Bürger sich vom Rat der Stadt nicht mehr angemessen vertreten fühlten. Kurze Zeit später wandten sich auch die vertriebenen Ratsherren an den Dortmunder Rat und schilderten ihre Sicht der Dinge. In einem Brief an den Dortmunder Rat bestätigte Otto IV. von Rietberg als Bischof von Minden am 8. Oktober 1405 die Darstellung der in Minden verbliebenen Ratsherren. Am 19. November 1405 forderte König Ruprecht eine Schlichtung des Streits durch den Dortmunder Rat. Der Konflikt schwelte allerdings weiter und am 14. Mai 1407 erklärte König Ruprecht I. alle Mindener Bürger, die älter als vierzehn Jahre sind, in die Reichsacht. Am 11. August 1407 schalteten sich schließlich die mächtigsten Hansestädte Hamburg, Lübeck und Lüneburg in den Konflikt ein. Sie forderten, dass die Konfliktparteien einen Schiedsspruch der Hanse akzeptieren und drohten im Gegenzug mit der Verhansung der Stadt Minden, dem stärksten Machtinstrument der Hanse. Die Verhansung hätte für die Stadt Minden den wirtschaftlichen Niedergang bedeutet, da sie aus dem Handel der Hanse komplett ausgeschlossen worden wäre. Im Jahr 1408 kam es schließlich zu einer Einigung und der König hob die verhängte Reichsacht am 29. Oktober 1408 auf.
Im Jahr 1460 hatten die Mindener Kaufleute – nach einem Bericht des Domherr Heinrich Tribbe – an Einfluss auf die Wahl des Rates verloren. Sie stellten nicht mehr 22 Männer im „Vierziger-Ausschuss“, sondern nur noch 16. Die anderen vier großen Ämter (Bäcker, Fleischer, Schuhmacher, Schneider) stellten ebenfalls 16 Vertreter. Neben diesen Vertretern hatten jetzt auch die kleineren Ämter und die Vorstädte Sitz und Stimme im Ausschuss für die Ratswahl. Allerdings wurde der Ausschuss nicht mehr gewählt, stattdessen waren die Vertreter kraft ihres Amtes in den einzelnen Ämtern und Vorstädten Mitglieder des Ausschusses. Um die Kontinuität in der Geschäftsführung des Rates zu wahren, wurde jedes halbe Jahr die Hälfte der zwölf Ratsherren neu gewählt. Der Bürgermeister der Stadt Minden wurde immer von den sechs neuen Ratsherren aus dem Kreis der sechs alten Ratsherren gewählt, auch dieses Verfahren sollte die Kontinuität wahren.

## Frühe Neuzeit
1519 wurde Minden durch seinen Bischof Franz von Braunschweig-Wolfenbüttel in die Hildesheimer Stiftsfehde verwickelt und belagert. Der Bischof verlangte 1521, dass zur besseren Verteidigung der Stadt die Fischer-, Marien- und Simeonsvorstadt abgerissen werden sollten. Diese Forderung und die positive Reaktion der Ratsherren aus dem Kreis der Kaufleute lösten in der Stadt einen Aufstand aus. Der Bischof wurde zeitweise aus der Stadt verbannt und die Macht der Kaufleute wurde zugunsten der Handwerksämter weiter eingeschränkt. Im Zuge der Reformation kam es 1529 in Minden erneut zu einem schweren Konflikt. Bereits seit Mitte der zwanziger Jahre des 16. Jahrhunderts wurde in Minden teilweise evangelisch gepredigt, ohne dass es zu großer Unruhe gekommen war. 1529 hatte der protestantische Glaube in Minden aber bereits so viele Anhänger gewonnen, dass durch die Mehrheit der Bürgerschaft die Verhaftung des evangelisch predigenden Mönchs Heinrich Traphagen nicht mehr hingenommen wurde. Es bildete sich im November 1529 ein Gremium aus sechsunddreißig Männern, die fortan das Stadtregiment übernahmen. Zu Weihnachten 1529 predigte erstmals der lutherische Prediger Nikolaus Krage von der Kanzel der Martinikirche. Die katholische Geistlichkeit verließ daraufhin teilweise die Stadt und ihre Besitzungen wurden im Januar 1530 größtenteils eingezogen. Es kam daraufhin zu einem bewaffneten Konflikt zwischen der Stadt Minden und Johann von Münchhausen, der Besitzer des Gutes Haddenhausen war, da sich die Geistlichkeit unter seinen Schutz gestellt hatte. Der Konflikt endete mit einer Niederlage Johann von Münchhausen und der Zerstörung von Gut Haddenhausen.
Am 13. Februar 1530 schließlich verkündete Nikolaus Krage von der Kanzel der Martinikirche die evangelische Kirchenordnung für die Stadt Minden. Die „Sechsunddreißiger“ entmachteten im Jahr 1532 auch die „Vierziger“ und übernahmen die Ratswahl, am Wahlverfahren wurde allerdings nichts geändert. Die alten Ratsherren weigerten sich allerdings mit den neu gewählten zusammenzuarbeiten, auch eine Neuwahl des Bürgermeisters aus dem Kreis der alten Ratsherren kam nicht zustande. Die alten Ratsherren wurden daraufhin durch die „Sechsunddreißiger“ ihrer Ämter enthoben. Erst im Jahr 1535 übernahmen wieder die „Vierziger“ die Herrschaft in Minden. Am 27. März 1536 verurteilte das Reichskammergericht die Stadt Minden auf Herausgabe der eingezogenen Güter des Klerus, bei Missachtung des Urteils drohte die Reichsacht. Im August 1536 trat die Stadt Minden daraufhin dem Schmalkaldischen Bund bei, um sich zusammen mit anderen evangelischen Reichsstädten gegen die katholischen Länder zu verbünden. Am 9. Oktober 1538 wurde schließlich die Reichsacht über die Stadt Minden und ihre Bürger verhängt. 1539 kam es erneut zu einem Schiedsspruch, der die Ratswahlordnung veränderte. Die Ratsherren mussten nicht mehr der Kaufmannsgilde angehören und der Rat wurde nur noch einmal im Jahr gewählt.
Zur Zeit der Hexenverfolgungen fanden in den Jahren 1584 bis 1684 Hexenprozesse gegen insgesamt 170 Personen statt. 134 Menschen wurden angeklagt, mindestens 95 hingerichtet. Wie in vielen benachbarten Regionen wurden dabei in Minden fast ausschließlich Verfahren gegen Frauen eröffnet, so 1655 gegen Anna Maßmeyer und 1669 gegen Margarethe Rockemann.
Während des Dreißigjährigen Krieges war Minden von 1625 bis 1634 durch die kaiserliche Truppen besetzt. 1634 wurde die Stadt durch schwedische Truppen belagert und schließlich erobert. Königin Christina von Schweden gestand der Mindener Bürgerschaft volle Souveränität in allen inneren und äußeren Angelegenheiten der Stadt zu. Nach dem Dreißigjährigen Krieg kam Minden gemäß Vertrag (Artikel XI, § 4) des Westfälischen Friedens von 1648 in den Besitz des Kurfürstentums Brandenburg, das später im Königreich Preußen aufging; die Zugehörigkeit blieb bis zur faktischen Auflösung Preußens am Ende des Zweiten Weltkriegs bzw. seiner formalen Auflösung durch den Alliierten Kontrollrat am 25. Februar 1947.

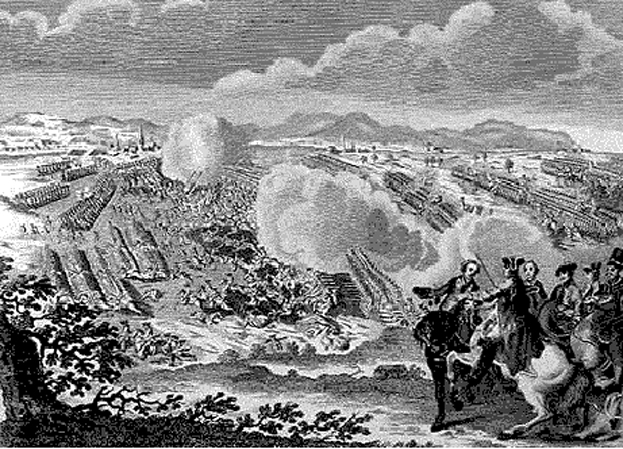
Schlacht bei Minden (zeitgenössischer Stich)

Mit dem Landesherrlichen Stadtreglement vom 10. Juni 1711 durch König Friedrich I. endete das vierhundertjährige Selbstbestimmungsrecht der Mindener Bürger. Der Rat der Stadt wurde durch einen Magistrat abgelöst und das Gremium der „Vierziger“ vom König aufgelöst. Der Magistrat wurde durch ein Gremium aus 16 Kaufleuten, 16 Handwerkern und acht Vertretern der Gemeinde auf Lebenszeit gewählt. Am 14. Juli 1723 verschärfte König Friedrich Wilhelm I. das Stadtreglement dahingehend, dass alle Mitglieder des Magistrats vor ihrer Ernennung der Zustimmung der neuen königlichen Kriegs- und Domänenkammer in Minden bedurften.
Bis 1806 war das Gebiet um den Mindener Dom die sogenannte Domfreiheit. Hier regierte im Gegensatz zu den anderen Stadtgebieten nicht der Rat der Stadt, sondern die geistlichen Mindener Landesherren.
Die Bedeutung Mindens als zentraler Verwaltungsort nahm in der preußischen Zeit erheblich zu. Von 1719 bis 1807 war die Stadt Verwaltungssitz des Territoriums Minden-Ravensberg. Die 1722 errichtete Kriegs- und Domänenkammer Minden wurde zur oberen Verwaltungsbehörde nicht nur des vereinigten Gebiets Minden-Ravensberg, sondern auch der Grafschaft Lingen und der Grafschaft Tecklenburg.
Im Verlaufe des Siebenjährigen Krieges kam es am 1. August 1759 zur Schlacht bei Minden, an die seitdem von britischen Soldaten alljährlich mit einer Kranzniederlegung erinnert wird. Zudem wird zum Anlass der Schlacht seit 1975 in Yorkshire der Yorkshire Day zelebriert.

## 19. Jahrhundert

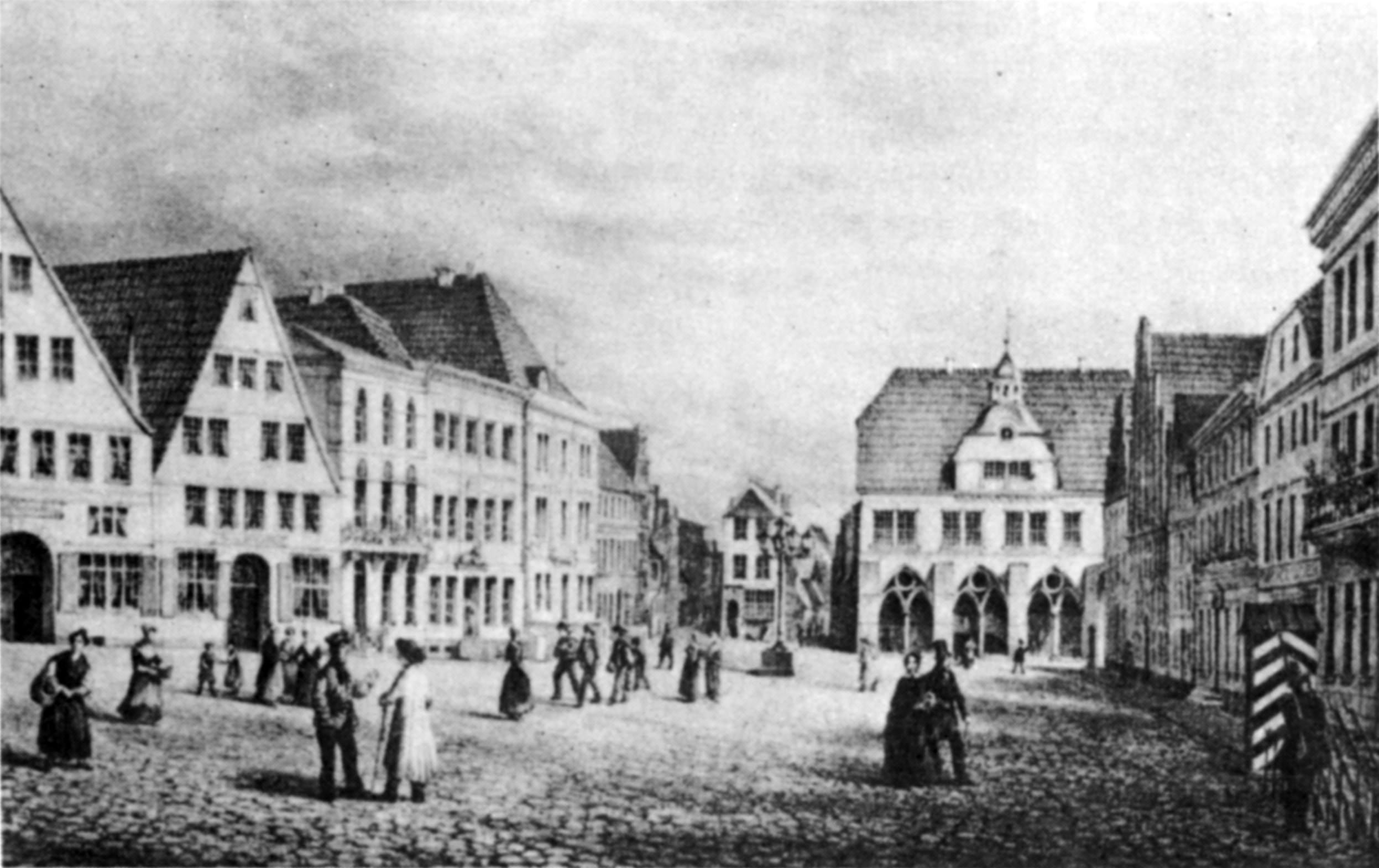
Der Marktplatz zu Minden um 1840

Nach der preußischen Niederlage von 1806/1807 und dem Frieden von Tilsit 1807 änderte sich die Lage der Stadt schlagartig. Am 13. November 1806 wurde sie von französischen Truppen besetzt und 1807 in den Vasallenstaat Königreich Westphalen eingegliedert. Die Administration und das Rechtswesen wurden nach französischem Vorbild umgestaltet, alte feudale und kirchliche Rechtspositionen wurden beseitigt. Das Domkapitel Minden wurde aufgehoben. Die Stadt bildete den Kanton Minden, der zum Distrikt Minden im Departement der Weser des Königreichs gehörte. Der Distrikt Minden wurde von einem Unterpräfekten mit Sitz in Minden verwaltet.
Zu dieser Zeit begann auch der Ausbau der Fernstraßen nach dem Chaussee-Prinzip; der fast schnurgerade Verlauf der heutigen Bundesstraße 65 zwischen Minden und Haddenhausen ist ein Relikt aus dieser Zeit.
Nach der Annexion großer Teile Norddeutschlands durch Napoleon Bonaparte gehörte die Stadt Minden von 1811 bis 1813 direkt zum Kaiserreich Frankreich. Ihr Gebiet links der Weser, die im Raum Minden ansonsten die neue Staatsgrenze zwischen Frankreich und dem Königreich Westphalen bildete, wurde auf einen Halbkreis mit einem Durchmesser von 1950 Meter und Mittelpunkt am rechtsseitigen Weserbrückenkopf begrenzt. Die Stadt bildete nun eine Mairie (Bürgermeisterei), die zum Kanton Minden des Arrondissements Minden im französischen Département de l’Ems-Supérieur (deutsch: Departement der Oberen Ems) gehörte. Die heutigen östlichen Stadtteile gehörten weiterhin zum Königreich Westphalen, darunter Aminghausen, Dankersen, Leteln und Päpinghausen zum Kanton Windheim sowie Meißen zum Kanton Hausberge im Distrikt Rinteln des Departements der Leine. Nachdem Napoleon Bonaparte im Oktober 1813 in der Völkerschlacht bei Leipzig besiegt worden war, verließen die französischen Truppen das Mindener Land. Es wurde dem preußischen Generalgouvernement zwischen Weser und Rhein unterstellt, dessen Leitung Ludwig von Vincke erhielt, der aus Minden stammte und dort von 1798 bis 1803 Landrat gewesen war.
1815 wurde die Provinz Westfalen geschaffen, zu deren Oberpräsident von Vincke ernannt wurde. Im folgenden Jahr wurde Minden der Sitz der Bezirksregierung des neu eingerichteten Regierungsbezirks Minden sowie des neuen Kreises Minden.
In der Amtszeit des ersten Mindener Landrates von Arnim (1816–1820) wurde die Mindener Festung unter Oberaufsicht der Regierung wiederaufgebaut. Der Bau der Festung hemmte die industrielle und wirtschaftliche Entwicklung, so dass diese im 19. Jahrhundert fast vollständig an Minden vorbeiging. Die Stadt blieb in ihren Festungsmauern eingeschnürt. Städte, die um 1815 wesentlich geringere Bevölkerung als Minden hatten – wie beispielsweise Bielefeld und Dortmund – legten den Grundstein zu wirtschaftlicher Blüte und kräftigem Wachstum.
Die Weserschifffahrtsakte, von den Vertretern aller Weseruferstaaten am 10. September 1823 in Minden beschlossen, machte den Stapelrechten und anderen mittelalterlichen Privilegien ein Ende und verpflichtete alle Anliegerstaaten zu notwendigen Strombaumaßnahmen und zur Sicherung der Schifffahrt auf der Weser.
1832 wurde der Stadt Minden die preußische revidierte Städteordnung von 1831 verliehen.
Am 15. Oktober 1847 wurde die Cöln-Mindener Eisenbahn eröffnet und eine Eisenbahnlinie aus dem Ruhrgebiet bis an die östlichste Grenze der Provinz Westfalen gelegt. Erst später kam es hier zur Vereinigung der Eisenbahnlinien mit dem Königreich Hannover. Der Bahnhof Minden zeugt noch von den Zeit als Grenzstation.
Die preußische Zeit war sehr prägend für das Stadtbild von Minden, da viele Gebäude aus dieser Zeit heute noch vorhanden sind. Bis 1873 war die Stadt eine preußische Festung. Dann beschloss der Reichstag in Berlin am 30. Mai 1873 das Gesetz zur Aufhebung der Festungen Minden, Stettin, Erfurt, Wittenberg, Kosel, Graudenz, Kolberg und Stralsund. Erst jetzt wurden die Stadtmauern geschleift und die Stadt konnte wirtschaftlich aufholen. Der Verlauf des Festungsgürtels ist in Festungsresten und im Straßennetz noch deutlich erkennbar. Ihre frühere politische und wirtschaftliche Bedeutung konnte die Stadt Minden aber nicht halten.
Seit 1856 erscheint im Verlag J.C.C. Bruns das Mindener Tageblatt, eine regionale Zeitung.
Ab September 1893 fuhr in Minden eine Dampfstraßenbahn. 1898 eröffneten die Mindener Kreisbahnen ihre erste Strecke nach Uchte.

## Das erste Drittel des 20. Jahrhunderts
1902 wurden die Mindener Stadtwerke gegründet, die die Stadt mit Erdgas und Strom versorgten.
Die Stadt Minden, bisher nur an der Weser gelegen, wurde 1915/1916 an den Mittellandkanal angeschlossen. Um das Wesertal zu überqueren, wurde die Kanalbrücke an Deutschlands erstem Wasserstraßenschifffahrtskreuz gebaut. 
Von 1902 bis 1957 (Umstellung auf Normalspur) gab es am Bahnhof Minden einen eigenen Kreisbahnhof der Mindener Kreisbahnen, im Volksmund auch Kleinbahn genannt. Anfang des 20. Jahrhunderts wurde das umliegende Kreisgebiet von einem Meterspurnetz erschlossen.
Ab Anfang der 1920er Jahre war die Straßenbahn Minden vollständig elektrifiziert.
Die Novemberrevolution am Ende des Ersten Weltkrieges verlief in Minden relativ ruhig. In einigen Kasernen der Garnison Minden kam es am 7. und 8. November 1918 zwar zu kleineren Unruhen, diese konnten aber durch örtliche Vertreter der SPD und der Gewerkschaften beruhigt werden. Am Nachmittag des 8. November 1918 übernahm ein Arbeiter- und Soldatenrat die öffentliche Gewalt in der Stadt Minden.

### Der Kapp-Putsch
Während des sogenannten Kapp-Putsches im März 1920 war die Lage in der Stadt Minden wesentlich angespannter. Als der Putsch am 13. März bekannt wurde, erklärten sich die Vertreter von SPD, DDP und USPD in der Mindener Stadtverordnetenversammlung loyal zu Reichspräsident Ebert und zur Regierung Bauer, nur die Vertreter des Zentrums nahmen eine abwartende Haltung ein. Am 13. März 1920 konstituierte sich erneut der Mindener Arbeiterrat aus Vertretern von SPD, DDP und USPD, eine treibende Kraft war der spätere Landrat Willy Michel (SPD). Der Arbeiterrat hatte keinen sozialistischen Umsturz im Sinn, ihm kam es nur darauf an, die verfassungsmäßige Ordnung wiederherzustellen.
Der Mindener Regierungspräsident Rudolf von Campe konnte sich im Gegensatz zum westfälischen Oberpräsidenten Bernhard Wuermeling nicht zu einer bedingungslosen Unterstützung der Regierung entschließen. Diese Haltung führte am 17. März 1920 zum Entlassungsgesuch von Campes. Die Stimmung in der eher konservativen Beamten- und Militärstadt Minden war während der Zeit des Putsches sehr angespannt, Teile der in Minden stationierten Soldaten rekrutierten sich aus den Freikorpstruppen und waren entsprechend nationalkonservativ eingestellt.
Am 15. März 1920 griff der Arbeiterrat erstmals in die Verwaltung der Stadt ein. Mindener Tageblatt und Mindener Zeitung wurden, da sie Erlasse der Putschisten veröffentlicht hatten, zunächst unter Vorzensur gestellt und später verboten. Nicht einmal während der Novemberrevolution 1918 waren solch drastische Maßnahmen ergriffen worden. Die Vertreter des Zentrums und der Rechtsparteien in der Stadtverordnetenversammlung gründeten daraufhin einen „Bürgerbund“, um „dem Terror der Sozialdemokraten, insbesondere den Übergriffen des Arbeiter und Vollzugsrates mit geeigneten Gegenmaßnahmen zu begegnen“. Der Magistrat war über die Vollmachten des Arbeiterrates durch Regierungskommissar Carl Severing unterrichtet und unterstützte den Rat in seinen Handlungen. Am 16. März 1920 bestätigten Reichspräsident Friedrich Ebert und Reichskanzler Gustav Bauer die Vollmachten des Arbeiterrates in einem Telegramm: „Dem Arbeiterrat Minden wird die oberste Vollzugsgewalt übertragen. Er hat alle Maßnahmen zu ergreifen um die verfassungsmäßige Regierung zu sichern und deren Anwendung zur Durchführung zu bringen. gez. Ebert Reichspräsident, gez. Bauer Reichskanzler.“ Am 17. März wurde nach Bekanntwerden des Scheiterns der Putschisten bei einer Versammlung von über 12.000 Menschen auf dem Mindener Marktplatz der reichsweit ausgerufene Generalstreik für beendet erklärt.
Nach dem Scheitern des Kapp-Putsches waren die Bevölkerung und die Parteienlandschaft in Minden noch stärker polarisiert. Als am 24. Juni 1922 Reichsaußenminister Walther Rathenau ermordet wurde, kam es in der Folge zu teilweise schweren Ausschreitungen. Nach einer Kundgebung am 27. Juni 1922 mit etwa 15.000 Teilnehmern auf dem Marktplatz zogen zahlreiche Demonstranten, „angeheizt“ durch eine flammende Rede von Willy Michel, durch die Stadt und durchsuchten Wohnungen, Geschäfte und Gaststätten von „Reaktionären“ und nationalistisch eingestellten Mindenern. Kaiserbüsten- und bilder sowie schwarz-weiß-rote Fahnen und andere Gegenstände wurden zertrümmert oder verbrannt. Die Mindener Zeitung bezeichnete die Unruhen am 1. Juli 1922 als „russische Zustände“.

## Der Zweite Weltkrieg

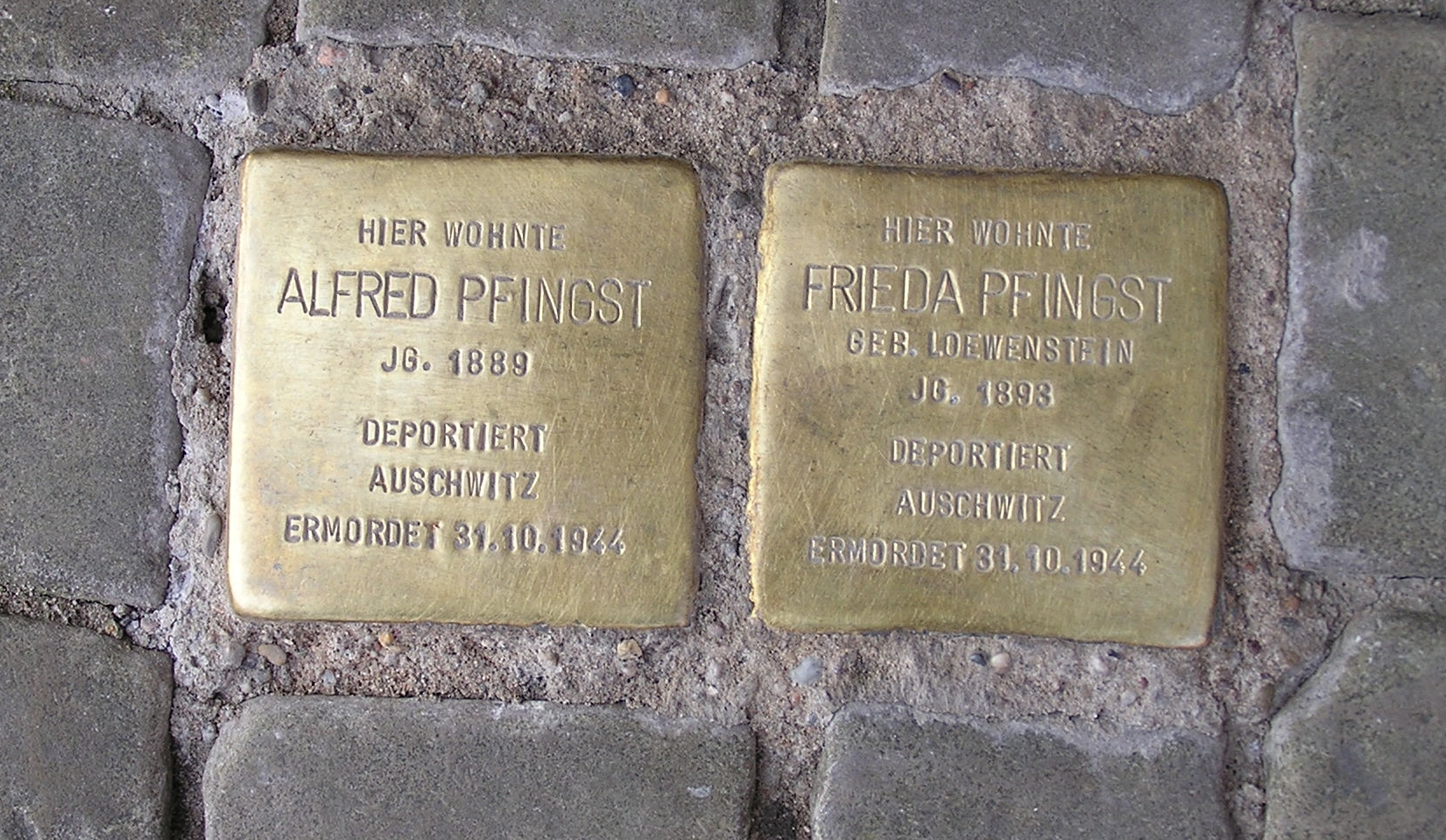
Das Projekt Stolpersteine zur Erinnerung an deportierte Juden, hier in der Bäckerstraße am Wesertor

Während des Zweiten Weltkriegs wurden im Weser- und Wiehengebirge bei Minden unterirdische Fabriken, genannt U-Verlagerungen, errichtet, in denen Zwangsarbeiter aus dem KZ Neuengamme Waffen und andere kriegswichtige Güter herstellen mussten. Nach dem Krieg wurden die Maschinen in diesen Fabriken von den Amerikanern demontiert und die Zugänge verschlossen.
Am Wasserstraßenkreuz Minden wurden Beschäftigte der Staatswerft und der Schachtschleuse Minden in einem sogenannten Winkelturm Bunker geschützt. Der Bunker wurde nach dem Krieg entfestigt und 2010 abgerissen.
Die Mindener Juden, die noch nicht ausgewandert waren, wurden enteignet und deportiert. Heute erinnert das Projekt „Stolpersteine“ an sie.
Im Zweiten Weltkrieg erlitt Minden schwere Zerstörungen durch Bombardements. In der Anfangsphase des Krieges kam es im Mindener Stadtgebiet nur zu kleineren Luftangriffen, der erste schwere Angriff mit 29 Todesopfern und erheblichen Sachschäden ereignete sich am 29. Dezember 1943. Ab Herbst 1944 nahmen die Luftangriffe der Alliierten stetig zu, Ziel der Angriffe waren vor allem die Bahn- und Kanalanlagen im Mindener Stadtgebiet. Am 26. Oktober 1944 kam es bei einem Angriff auf die Kanalanlagen an der Friedrich-Wilhelm-Straße zu einem direkten Treffer der Kanalböschung, die daraufhin auf einer Länge von etwa 50 Metern aufgerissen wurde. Die Wassermassen stürzten in das tieferliegende Gelände und überfluteten zahlreiche Gebäude und die Straßenunterführung der Friedrich-Wilhelm-Straße. Fünf Schleppkähne wurden von ihren Ankerplätzen im Kanal losgerissen und durch die Bruchstelle auf freies Gelände gespült. Der Kanal lief zwischen den Sperrtoren in Hahlen (Westen) und Berenbusch (Osten) vollständig leer. Im überfluteten Luftschutzkeller der Kistenfabrik Busch fanden zahlreiche von Trümmern eingeschlossene Menschen den Tod. Am 28. März 1945 kam es schließlich zum letzten und verheerendsten Luftangriff auf die Stadt Minden. Der Stadtgrundriss der Mindener Innenstadt wird bis heute von diesem Angriff entscheidend geprägt. Das historische Zentrum der Stadt mit dem Rathaus und dem Dom und den umliegenden Gebäuden wurde nahezu vollständig zerstört, über 180 Menschen kamen ums Leben.
Im März und April 1945 wurden in Minden umfangreich Akten aus den Beständen der NSDAP und ihrer Untergruppierungen sowie der Verwaltung verbrannt. Die Alliierten Truppen waren Ende März 1945 bereits so weit in das Deutsche Reich vorgedrungen, dass die Besetzung der Stadt unmittelbar bevorstand. Zahlreiche hochrangige Mitglieder der NSDAP und der Verwaltung setzten sich daraufhin über die Weser nach Osten ab, unter ihnen auch Landrat Georg Lichtenberg. Am 3. April 1945 entband der Mindener Bürgermeister Werner Holle um die Mittagszeit die Beamten und Angestellten der Stadtverwaltung von ihren Pflichten und schickte sie nach Hause, um 15:00 Uhr wurde für die Stadt Minden „Panzeralarm“ ausgelöst. Die Bevölkerung befand sich, soweit sie nicht aus der Stadt geflohen war, in den Luftschutzkellern. Fast alle Brücken über den Mittellandkanal und die Weser wurden am 4. April 1945 gesprengt, auch das Wasserstraßenkreuz Minden. Dadurch lief der Mittellandkanal teilweise leer und die Weser wurde zurückgestaut, wodurch beide Wasserwege für längere Zeit nicht nutzbar waren.
Am 3. April forderten amerikanische Truppen aus Bad Oeynhausen von dem Bürgermeister oder dem Kampfkommandanten (?) telefonisch eine Übergabe der Stadt. Den amerikanischen Truppen gelang es allerdings nicht weiter nach Norden vorzustoßen und so gelangte am 4. April das 1. kanadische Fallschirmjägerbataillon von Westen her in die Stadt und stand um kurz vor Mitternacht auf dem Marktplatz, die Stadt Minden war besetzt. Bereits am 9. April 1945 nahm die Stadtverwaltung provisorisch wieder ihren Betrieb auf.

## Nachkriegszeit bis Jahrtausendwende

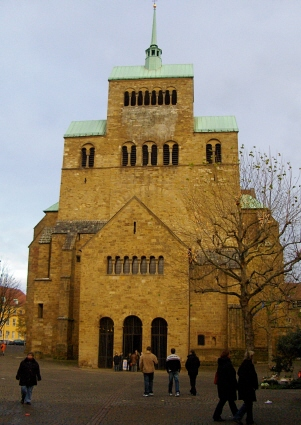
Der Mindener Dom

Mit Beendigung des Zweiten Weltkriegs und der Besetzung Deutschlands durch die Alliierten wurde Minden Teil der Britischen Besatzungszone. Die ehemals deutschen Kasernengelände wurden von der British Army in Besitz genommen, teilweise bis zu endgültigen Abzug der Britischen Soldaten in den 1990er Jahren.
In Minden wurde am 20. Oktober 1945 ein Deutscher Wirtschaftsrat als Beratungsorgan der britischen Militärregierung ins Leben gerufen, woraus im April 1946 das von Viktor Agartz geleitete Zentralamt für Wirtschaft (ZWA) entstand, um den wirtschaftlichen Wiederaufbau administrativ zu regeln. Dieses wurde zum 1. Januar 1947 zu einem Verwaltungsamt für Wirtschaft (VAW) für die Bizone erweitert, also der Besatzungszone der Briten und Amerikaner, aber schon Ende 1947 nach Frankfurt am Main verlegt.
Dieser Zentralitätsverlust wurde im gleichen Jahr erheblich verstärkt durch die Vereinbarung der Lippischen Punktationen zwischen den Ländern Nordrhein-Westfalen und Lippe über die Vereinigung beider Länder, in denen der Sitz der Bezirksregierung nach Detmold verlegt wurde. Die Bezirksregierungen Minden wurde 1815 gegründet und in Minden im repräsentativen Gebäude der Neue Regierung Minden untergebracht.
Bereits vorher waren die Oberpostdirektion Minden (1934), die Oberfinanzdirektion und die Industrie- und Handelskammer verlagert worden. Später war es die Vereinigung des Arbeitsamtes Minden mit dem Arbeitsamt Herford.
Das Straßenbahnnetz wurde im Dezember 1953 durch einen Oberleitungsbus ergänzt. Dessen einzige Linie verkehrte zwischen dem Mindener Markt und Hausberge über Lerbeck. Die letzte Straßenbahn fuhr am 29. Dezember 1959, der letzte Oberleitungsbus am 20. Juli 1965. Seitdem wird das Stadtgebiet ausschließlich von Dieselbussen bedient.
Die 68er-Bewegung äußerte sich 1969 in Minden wie auch im benachbarten Hannover durch Rote-Punkt-Aktionen, bei denen es zu Demonstration kam. Der Protest richtete sich gegen Fahrpreiserhöhungen für öffentliche Verkehrsmittel.
In den 1970er Jahren wurde in Minden die erste Stadtsanierung in der Altstadt durchgeführt. Dabei wurde der Bereich um das Wesertor neu geordnet und ältere kleinräumige Bebauung durch großflächige Neubauten ersetzt – vor allem durch die Warenhäuser Karstadt, C&A und Erweiterungen des Kaufhauses Hagemeyer. Auch der öffentliche Nahverkehr wurde neu geordnet. Die zentrale Omnibushaltestelle wurde aus der Innenstadt an den südlichen Rand verlegt und auf dem bisherigen Platz ein Neubau des Rathauses errichtet. Dabei wurde die Sichtachse vom Laubengang des Rathauses auf das Westwerk des Doms durch den Neubau gestört.
Die Neuorientierung bedeutete insgesamt gesehen eine Umgestaltung zu einer autogerechten Stadt (u. a. mehrspurige Wall- und Ringstraße um das Zentrum, Neubau von Weserbrücken) mit weitgehend den Fußgängern vorbehaltenem Altstadtbereich. Der ÖPNV erhielt nun zum Individualverkehr eine ergänzende Funktion; anstelle einer optimalen Bedienung möglichst aller Innenstadtbereiche wurde ihm ein „zentraler Ort“ (ZOB) in Randlage zugewiesen. Stark ausgebaut wurden Parkplätze und -häuser (u. a. Kanzlers Weide als Großparkfläche mit neuer Fußgängerbrücke). Durch diese Neuordnung wurde auch ein Teil der alten Fachwerkhäuser in Minden abgerissen, was später oft als Fehler dieser Stadtsanierung bezeichnet wurde.
Im August 1994 führten die Verkehrsbetriebe Minden-Ravensberg ein völlig neues Stadtbusnetz ein. Auf Druck der Bevölkerung mussten die Netzänderungen wegen angeblich völliger Untauglichkeit jedoch bereits nach sechs Monaten zurückgenommen werden. Ein erheblicher Imageverlust für das Unternehmen führte dazu, dass erst 2005 ein erneuter Versuch unternommen wurde, ein übersichtlicheres Liniennetz einzuführen. Hierbei wurden die Taktabstände an die Fahrgastzahlen angepasst und erheblich verdünnt, alle Buslinien haben seither ihren Endpunkt am ZOB.

## Von 2000 bis heute

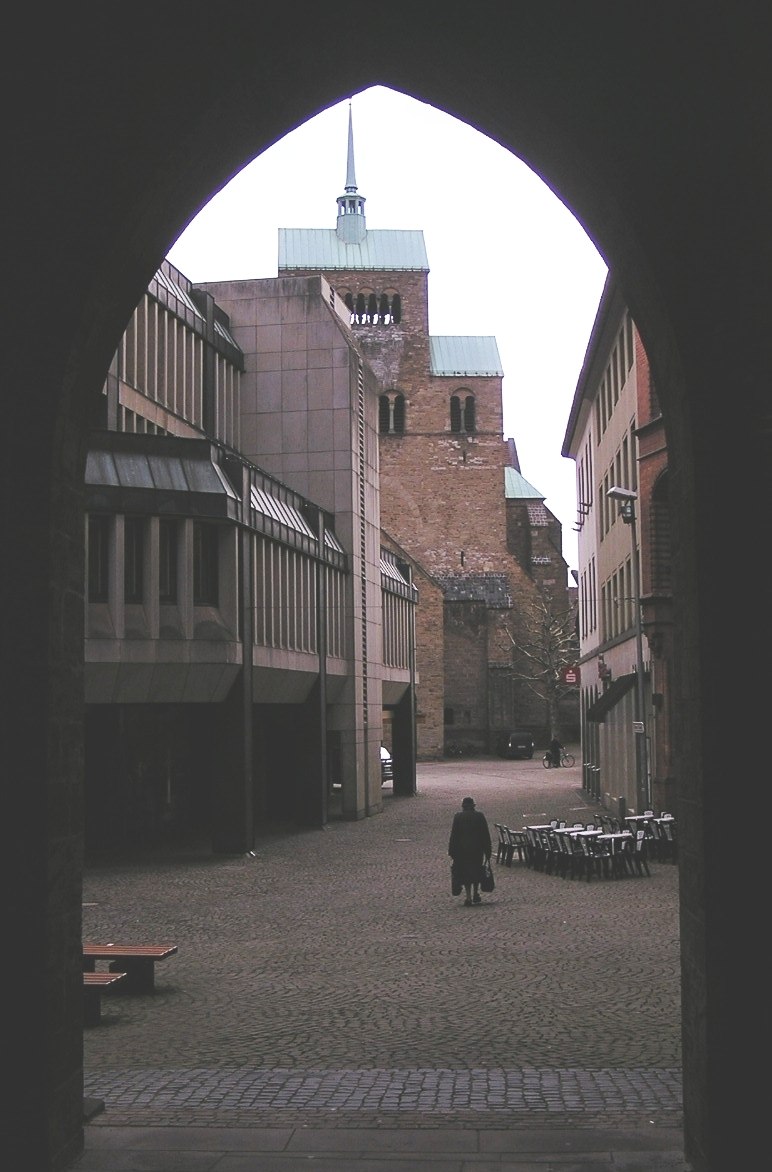
Die heutige Sichtachse aus der Rathauslaube auf das Westwerk des Doms

Am 18. Mai 2006 entschied sich der Rat der Stadt Minden mit großer Mehrheit (42 Stimmen), konkrete Planungen zur Errichtung eines Einkaufszentrums an der Stelle des 1978 errichteten Rathauses und der angrenzenden Flächen zwischen großem und kleinem Domhof und Scharn aufzunehmen. Als Investor wurde die Multi Development Deutschland GmbH ausgewählt, die Hamburger ECE Group und die Essener mfi waren in der geheimen Abstimmung unterlegen. Sollte das Einkaufszentrum mit einer Einzelhandelsfläche von etwa 17.000 m² an dieser Stelle realisiert werden, müsste das neue Rathaus aus dem Jahr 1978 abgerissen und der Sitz von Stadtverwaltung und Rat der Stadt Minden an einen anderen Standort in der Innenstadt verlegt werden. Durch den Abriss des neuen Rathauses sollte auch die historische Sichtachse von der Rathauslaube auf das Westwerk des Mindener Doms wieder freigelegt werden. Die Planungen waren in der Bürgerschaft als auch unter den ansässigen Geschäftsleuten der Innenstadt stark umstritten.
Am 29. März 2007 erklärte der Rat der Stadt Minden mit 32 zu 17 Stimmen ein gegen den Abriss des neuen Rathauses eingereichtes Bürgerbegehren für unzulässig. Das Bürgerbegehren verstieß nach Meinung der Mehrheit des Rates gegen die Gemeindeordnung des Landes Nordrhein-Westfalen. Nachdem das Oberverwaltungsgericht Nordrhein-Westfalen in einer Stellungnahme eine Zulässigkeit des Bürgerbegehrens unterstützte, korrigierte der Mindener Rat im August 2007 seinen Beschluss vom März und erklärte das Bürgerbegehren mit großer Mehrheit für zulässig. Da der Rat sich dem Inhalt des Begehrens mit einstimmiger Entscheidung nicht anschließen wollte, wurde für den 23. November 2007 ein Bürgerentscheid angesetzt. Diese Abstimmung fand ausschließlich per Brief statt und erreichte mit einer Beteiligung von über 46 Prozent einen Rekordwert für Bürgerentscheide im Land Nordrhein-Westfalen. Bei der Abstimmung entschieden sich 57 Prozent der Abstimmenden für den Erhalt des Rathauses, die bisherigen Pläne zur Errichtung eines Einkaufszentrums mit integrierter Stadtverwaltung sind damit nach Meinung der Mehrheit des Rates für unbestimmte Zeit gescheitert.
Am 23. September 2008 erhielt die Stadt den von der Bundesregierung verliehenen Titel „Ort der Vielfalt“.
2009 beschloss der Rat der Stadt einen Masterrahmenplan zur Innenstadtentwicklung.

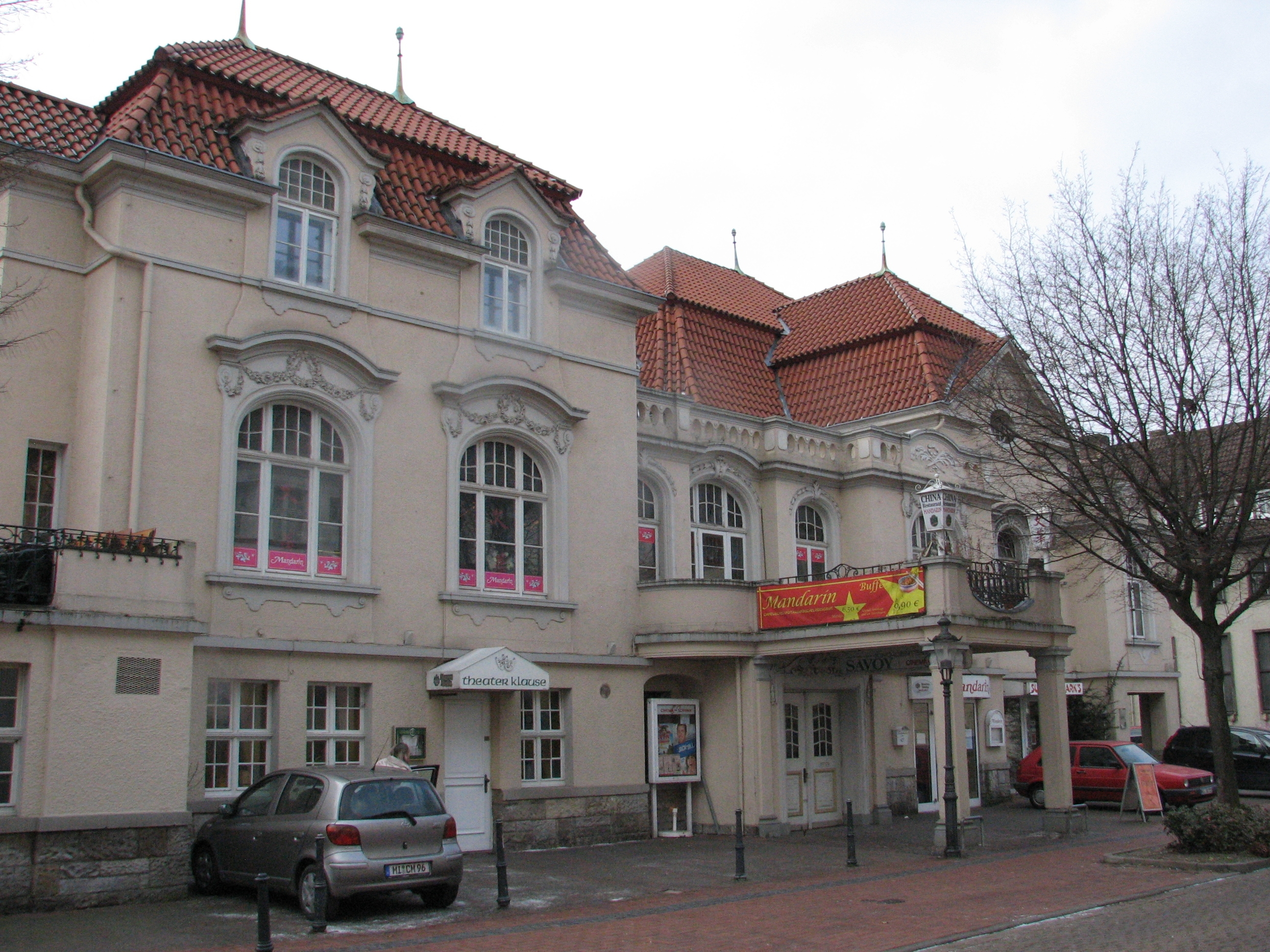
Kino Savoy und Cinema am Schwan

Die zahlreichen Mindener Kinos wurden mittlerweile meist geschlossen, als bisher letztes schloss das Savoy & Cinema am Schwan in der Nähe des Schwanenteichs zum 1. Oktober 2020. Damit gibt es nur noch das Kino „Die Birke“ in Minden.